# Solange Fasquelle
Solange Fasquelle (Paris, 14 de julho de 1933 − Paris, 15 de agosto de 2016) foi uma escritora francesa e autora de mais de 20 novelas.
Fasquelle nasceu em Paris, filha de Jean de La Rochefoucauld e Edmée Frish de Fels. Sua primeira novela, Malconduit, foi publicada em 1959. Ela ganhou o Prêmio Cazes em 1961 em Le Congrès d'Aix e o Prêmio Deux-Magots em 1967 em L'Air de Venise. Entre suas novelas mais famosas também são Les Amants de Kalyros (1971) e Les Falaises d'Ischia (1977). Seu livro de 1974 Le Trio infernal foi adaptado em um filme de Francis Girod, estrelado por Michel Piccoli e Romy Schneider. Mère, o que seria sua última novela, foi publicada em 2004.
Foi eleita membra do júri do Prêmio Femina em 1992, seguindo os passos de sua mãe, que havia morrido no ano anterior. Solange permaneceu no júri até sua morte.
Foi a esposa de Jean-Claude Fasquelle, presidente da editora francesa Grasset, de 1981 a 2000. Sua filha, Ariane Fasquelle, também era uma editora e trabalhou como chefe de aquisições estrangeiras em Grasset.